# Nagwŏn-gun
Nagwŏn-gun (koreanska: 락원군) är en kommun i Nordkorea.   Den ligger i provinsen Hamnam, i den centrala delen av landet, 200 km nordost om huvudstaden Pyongyang.